# Gwangyang
Gwangyang (hangul 광양시, hanja 光陽市) är en stad i provinsen Södra Jeolla i Sydkorea. Folkmängden var 153 332 invånare i slutet av 2020.

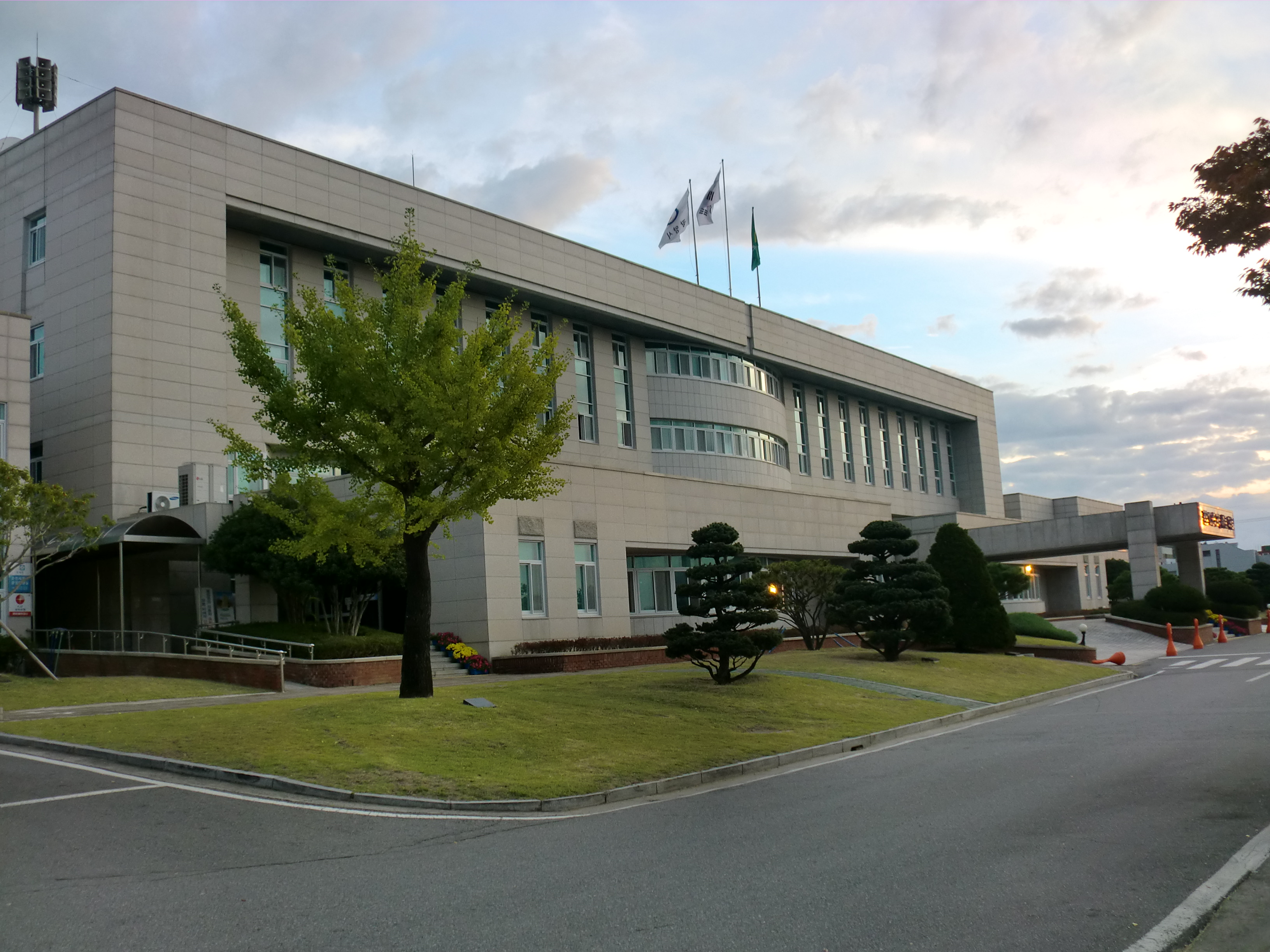
Stadshuset

Genomsnittstemperaturen är 13,7 °C, genomsnittnederbörden 1 296 mm.
Stadssymboler är: Träd: Lönnträd (Acer pictum subsp. mono), Fågel: mås, Blomma: kamelia. Staden har ett stort och (2020) modernt stålverk. Staden har många aprikosträd (Mehwa, 매화) som firas i en festival varje år 

## Administrativ indelning
Centralorten ligger i södra delen av kommunen och är indelad i fem administrativa stadsdelar (dong):
Geumho-dong,
Goryak-dong,
Gwangyeong-dong,
Jungma-dong och
Taein-dong.
Av centralortens 87 653 invånare (2020) bor 59 021 i Jungma-dong, där även stadens stadshus finns.
I norra delen av kommunen ligger köpingen Gwangyang-eup med 49 787 invånare (2020). Resten av kommunen är indelad i sex socknar (myeon):
Bonggang-myeon,
Daap-myeon,
Jinsang-myeon,
Jinwol-myeon,
Okgok-myeon,
Ongnyong-myeon,

## Ekonomi
Gwangyang stads bruttoregionalprodukt (GRDP) per capita var år 2009, i enlighet med vad som tillkännagivits av National Statistical Office, USD $ 48 660, den högsta nivån i Sydkorea.
Det finns många stålrelaterade företag i Gwangyang. Representativa stora företag i Gwangyang inkluderar POSCO, POSCO Future M, POSCO M-Tech, OCI, Gyeongnam Steel, POSCO Mobility Solutions, POSCO Wide, EntoB, Hyundai Glovis, POSCO DX, POSCO GYR Tech, POSCO MC Materials, Chosun Refractories, Hanwh Steel, Hanwh Steel, och Shinla Ocean Steel.